# ジルマール・ロラ
カルロス・ジルマール・ローラ・サアベドラ（2000年10月24日 - ）は、ペルーのプロサッカー選手。ポジションは右サイドバック。ペルーのサッカークラブ・スポルティング・クリスタル所属。ペルー代表。

## クラブ経歴

### 幼少期
ロラは2000年10月24日にカヤオで生まれた。サッカーを愛する親密な家庭で育った「ジル」は、幼い頃からスポーツへの情熱を育み、ボテリン地区で常にサッカーをしていた。 4歳のとき、彼は自宅から10分のラペルラ地区のリセオ・ナバル・カピタン・デ・ナビオ・ヘルマン・アステテを使用している地元のクラブ、アリアンサ・リマに参加し、そこでニル・ゴンザレスのトレーニングを受けました。その後、彼はブルーノ・フェレイラによって訓練され、2013年にヒッツバン・タサイコ教授に迎えられました。

### スポルティング・クリスタル
ただ、本人はスポルティング・クリスタルのサポーターで、2011年、11歳のときにリマのクラブに移った。彼がジュニアとしてプレーした8年間、彼はほぼすべてのジュニアトーナメントで優勝し、ユースチームではほとんど敵なしであった。周りの仲間も非常に技術が卓越しており、当時の彼は目立たなかったが、突然、フォワードまたはミッドフィールダーとして頭角を現した 。スポルティング・クリスタルのアンダー20で彼を監督したコンラッド・フローレスは、彼最初は正しいポジションではなく、別の位置でプレーしていたと述べた。 「最初は彼は右センターバックで、ベンハミン・ビジャルタが右サイドバックでした。それで、彼らのプレースタイルを見て、私は彼らの位置を交換することに決めました、つまりビジャルタをセンターバック、ロラを右サイドバックに。」 
ロラは様々な大会でプレーし、ジョアオ・グリマルドとベンハミン・ビラルタを含むチームメートと親交を深め、ロラはスポルティン・クリスタルのユースチームで不可欠なプレーヤーになった。彼にとって最初のフルシーズン（2016年）は、リザーブトーナメント（アペルトゥーラとクラウスーラ両方）とコパ・モデロ・センテナリオで優勝した。彼のセカンドシーズン（2017年）では、彼はリザーブトーナメントのアペルトゥーラとセンテニアル・トーナメント・アンダー17のクラウスーラで優勝、後者ではアリアンサ・リマ相手に0-2の状況から得点を重ね、最終的に彼が得点し3-2の勝利となった。しかし一週間後、ウニベルシタリオ・デポルテスに敗北した。彼の第3シーズン（2018年）では、彼はリザーブトーナメントのアペルトゥーラで優勝した。彼の最後のシーズン（2019）はリザーブトーナメントのアペルトゥーラで優勝し、年の半ばにトップチームに昇進した。しかし彼は翌年アンダーカテゴリーのコパ・リベルタドーレスのために招集されたが、グループステージで敗北した。
2019シーズン中、2019年8月7日、彼は最初のプロ契約に署名し、選手となった。19歳16日で彼はプリメーラ・ディビシオン・FBCメルガル戦の61分にレンソ・レボレドの代わりとして投入され選手初出場を記録した 。2020年シーズン、彼はプリメーラの先発で4回プレーし、シーズンの終わりにクラブでペルーのチャンピオンになった。
2021年1月31日、スポルティング・クリスタルは、ロラとの契約が2023年末まで延長されることを発表した 。3月13日、彼はCDビナシオナル（4：0）との新シーズンの第1節の試合で、クリストフェル・ゴンサレスに送ったパスが自身初のアシストとなった。2021年4月21日、彼はサンパウロFC（0：3）との試合でコパ・リベルタドーレスにデビューし、この試合では82分に途中出場した。2021年7月14日、彼はアルセナルFC戦（2：1）とのラウンド16にスターティングメンバーとして出場しコパ・スダメリカーナ初出場を記録した。彼のクラブは準々決勝に進んだが、（1：3）と（0：1）と両方のゲームでCAペニャロールに敗れた。 2021年9月17日、彼は新シーズンの第11節のクラブCCDウニベルシダ・テクニカ・デ・カハマルカ （6：1）との試合で、マルコス・リケルメに送ったパスが2度目のアシストになった。

## 代表経歴
2021年4月27日には、リカルド・ガレカ監督がコパ・アメリカ2021に臨むペルー代表候補の50人を選出し、彼もまたその一員に含まれた。5月21日、彼は最初にコロンビアとエクアドルに対する2022 FIFAワールドカップ・南米予選のメンバーに選出された 。6月10日、ブラジル開催のコパ・アメリカのペルー代表メンバーに選出された。パラグアイとのトーナメントの準々決勝戦で、ロラは代表チームにデビュー、この試合では90+2分にアルド・コルソに代わってにピッチに立った。試合は3：3のスコアで終了し、ペルー代表チームはPK戦で勝利した。また、彼は21世紀に生まれた最初のペルー代表選手となった。その後の試合、ブラジルとの準決勝（0：1）、コロンビアとの3位決定戦（2：3）で、ロラはコルソとの交代で2回ピッチに出場し、最終的にペルーは4位に終わった。8月29日にウルグアイ、ベネズエラ、ブラジルとのワールドカップ予選のメンバーとして招集された。2021年9月24日、彼はチリ、ボリビア、アルゼンチンに対してトリプルデートを争うために召喚されました。アルゼンチンとの3連戦の3試合目で、ロラは2022 FIFAワールドカップ・南米予選でも代表チームの一員としてデビューし、スターターとしてフィールドに入った。試合は1：0のスコアで終了し、アルゼンチンの勝利に終わった。